# FCGR2B
Fc фрагмент IgG рецептора 2b (кодиран геном FCGR2B), инхибиторни рецептор с ниским афинитетом за Fc регион гама имуноглобулина (IgG). FCGR2B учествује у фагоцитози имунских комплекса и у регулацији стварања антитела помоћу Б-лимфоцита.

## Структура
Постоје два главна облика FCGR2B — FCGR2B1 и FCGR2B2. Створени су механизмом спајања иРНК, што доводи до укључивања (FCGR2B1) или искључивања (FCGR2B2) секвенце C1 егзона. Присуство секвенце C1 егзона (у FCGR2B1) резултира везивањем за мембрану Б-ћелија, а њено одсуство (у FCGR2B2) омогућава брзу интернализацију рецептора у мијелоидним ћелијама. Обе форме садрже инхибиторни мотив заснован на имунорецептору тирозину (ITIM) у својим цитоплазматским регионима. Ванћелијски домени су 95% идентични доменима FCGR2A и готово потпуно идентични FCGR2C (остали чланови породице CD32).

### Експресија
FCGR2B1 је високо експримиран у Б-ћелијама, а његова иРНК је такође идентификована у мањој мери на моноцитима. FCGR2B2 је експримиран у великој мери на базофилима, а на ниским нивоима на моноцитима. Цитокинска регулација у експресији је позитивна у случају IL-10 и IL-6, а негативна у случају TNF-α, C5a и IFN-γ.

## Функција
Рецептор инхибира активационе функције FcγRs, као што су фагоцитоза и ослобађање проинфламаторног цитокина, углавном груписањем FCGR2B са различитим активирајућим FCGR рецепторима или BCR имунским комплексима.
Фосфорилирани ITIM FcγRIIB-а регрутује инозитол фосфатазе SHIP1 и SHIP2, које инхибирају Ras активацију, смањују активност MAPK и смањују функцију PLCγ и доводе до смањене активације PKC. Инхибиција пута MAP киназе, уз антиапоптотичну киназу Akt, може негативно да утиче на пролиферацију и преживљавање ћелија.
FCGR2B регулише активацију Б-ћелија повећавањем прага за активацију BCR и супримирањем презентације антигена Т-ћелијама посредоване Б-ћелијама путем ITIM-зависног инхибиторног механизма. Лигација FCGR2B на Б-ћелијама смањује продукцију антитела, спречава мембранску организацију BCR и CD19 и промовише апоптозу. Колигација FCGR2B на дендритским ћелијама инхибира сазревање и блокира активацију ћелија. Негативна регулаторна улога молекула FCGRIIB није ограничена на BCR-индуковану активацију Б-ћелија, већ је функционална и на другим путевима активације Б-ћелија посредованих CD40 и IL-4.
Експресија FCGR2B на фоликуларним дендритским ћелијама (ФДЋ) важна је за преузимање имунских комплекса који садрже антиген и који су од суштинске важности за одговор у герминативном центру.
FCGR2B је присутан на ћелијама које нису леукоцити, укључујући глатке мишиће дисајних путева и синусоидне ендотелне ћелије јетре, где се мали имунски комплекси интернализују инхибирајући проинфламаторну сигнализацију.

## Аутоимуност
FCGR2B је један од гена за који се сматра да утиче на осетљивост на неколико хуманих аутоимунских болести. Његова смањена функција повезана је са системским еритематозним лупусом, реуматоидним артритисом, Гудпастуровом болешћу, мултиплом склерозом и другим болестима.
FCGR2B може да буде мета за терапију моноклонским антителима за аутоимунске болести, као и за малигне болести.